# Дони Кралевец
Дони Кралевец (на хърватски Donji Kraljevec) е град в Северна Хърватия, Междумурска жупания. Намира се в близост до границите с Унгария и Словения. Населението му е 4659 души (2011).
В Дони Кралевец е роден философът Рудолф Щайнер (1861-1925).